# 487-й отдельный зенитный артиллерийский дивизион
487-й отдельный зенитный артиллерийский дивизион - воинское подразделение вооружённых СССР в Великой Отечественной войне.

## История
Сформирован вероятно вместе с Мурманским бригадным районом ПВО в феврале 1941 года.
В составе действующей армии с 24.06.1941 года по 09.05.1945.
С начала боевых действий обеспечивал противовоздушную оборону частей 14-й армии, организационно входя в состав войск ПВО страны. 01.05.1942 принят из состава войск ПВО страны в подчинение командующего ПВО 14-й армии, однако фактически был в составе армии уже с начала 1942 года.
В октябре 1944 обеспечивал противовоздушную оборону в ходе Петсамо-Киркенесской наступательной операции. 
После окончания боевых действий в Заполярье в боях участия не принимал.

## Полное наименование
- 487-й отдельный зенитный артиллерийский Печенгский дивизион

### Подчинение
| Дата            | Фронт                       | Армия                | Дивизия | Бригада                        | Полк | Примечания |
| --------------- | --------------------------- | -------------------- | ------- | ------------------------------ | ---- | ---------- |
| 22.06.1941 года | Ленинградский военный округ | Северная зона ПВО    | -       | Мурманский бригадный район ПВО | -    | -          |
| 01.07.1941 года | -                           | Северная зона ПВО    | -       | Мурманский бригадный район ПВО | -    | -          |
| 10.07.1941 года | -                           | Северная зона ПВО    | -       | Мурманский бригадный район ПВО | -    | -          |
| 01.08.1941 года | -                           | Северная зона ПВО    | -       | Мурманский бригадный район ПВО | -    | -          |
| 01.09.1941 года | Карельский фронт            | 14-я армия           | -       | Мурманский бригадный район ПВО | -    | -          |
| 01.10.1941 года | Карельский фронт            | 14-я армия           | -       | Мурманский бригадный район ПВО | -    | -          |
| 01.11.1941 года | Карельский фронт            | 14-я армия           | -       | Мурманский бригадный район ПВО | -    | -          |
| 01.12.1941 года | Карельский фронт            | 14-я армия           | -       | Мурманский бригадный район ПВО | -    | -          |
| 01.01.1942 года | Карельский фронт            | 14-я армия           | -       | -                              | -    | -          |
| 01.02.1942 года | Карельский фронт            | 14-я армия           | -       | -                              | -    | -          |
| 01.03.1942 года | Карельский фронт            | 14-я армия           | -       | -                              | -    | -          |
| 01.04.1942 года | Карельский фронт            | 14-я армия           | -       | -                              | -    | -          |
| 01.05.1942 года | Карельский фронт            | 14-я армия           | -       | -                              | -    | -          |
| 01.06.1942 года | Карельский фронт            | 14-я армия           | -       | -                              | -    | -          |
| 01.07.1942 года | Карельский фронт            | 14-я армия           | -       | -                              | -    | -          |
| 01.08.1942 года | Карельский фронт            | 14-я армия           | -       | -                              | -    | -          |
| 01.09.1942 года | Карельский фронт            | 14-я армия           | -       | -                              | -    | -          |
| 01.10.1942 года | Карельский фронт            | 14-я армия           | -       | -                              | -    | -          |
| 01.11.1942 года | Карельский фронт            | 14-я армия           | -       | -                              | -    | -          |
| 01.12.1942 года | Карельский фронт            | 14-я армия           | -       | -                              | -    | -          |
| 01.01.1943 года | Карельский фронт            | 14-я армия           | -       | -                              | -    | -          |
| 01.02.1943 года | Карельский фронт            | 14-я армия           | -       | -                              | -    | -          |
| 01.03.1943 года | Карельский фронт            | 14-я армия           | -       | -                              | -    | -          |
| 01.04.1943 года | Карельский фронт            | 14-я армия           | -       | -                              | -    | -          |
| 01.05.1943 года | Карельский фронт            | 14-я армия           | -       | -                              | -    | -          |
| 01.06.1943 года | Карельский фронт            | 14-я армия           | -       | -                              | -    | -          |
| 01.07.1943 года | Карельский фронт            | 14-я армия           | -       | -                              | -    | -          |
| 01.08.1943 года | Карельский фронт            | 14-я армия           | -       | -                              | -    | -          |
| 01.09.1943 года | Карельский фронт            | 14-я армия           | -       | -                              | -    | -          |
| 01.10.1943 года | Карельский фронт            | 14-я армия           | -       | -                              | -    | -          |
| 01.11.1943 года | Карельский фронт            | 14-я армия           | -       | -                              | -    | -          |
| 01.12.1943 года | Карельский фронт            | 14-я армия           | -       | -                              | -    | -          |
| 01.01.1944 года | Карельский фронт            | 14-я армия           | -       | -                              | -    | -          |
| 01.02.1944 года | Карельский фронт            | 14-я армия           | -       | -                              | -    | -          |
| 01.03.1944 года | Карельский фронт            | 14-я армия           | -       | -                              | -    | -          |
| 01.04.1944 года | Карельский фронт            | 14-я армия           | -       | -                              | -    | -          |
| 01.05.1944 года | Карельский фронт            | 14-я армия           | -       | -                              | -    | -          |
| 01.06.1944 года | Карельский фронт            | 14-я армия           | -       | -                              | -    | -          |
| 01.07.1944 года | Карельский фронт            | 14-я армия           | -       | -                              | -    | -          |
| 01.08.1944 года | Карельский фронт            | 14-я армия           | -       | -                              | -    | -          |
| 01.09.1944 года | Карельский фронт            | 14-я армия           | -       | -                              | -    | -          |
| 01.10.1944 года | Карельский фронт            | 14-я армия           | -       | -                              | -    | -          |
| 01.11.1944 года | Карельский фронт            | 14-я армия           | -       | -                              | -    | -          |
| 01.12.1944 года | -                           | 14-я отдельная армия | -       | -                              | -    | -          |
| 01.01.1945 года | -                           | 14-я отдельная армия | -       | -                              | -    | -          |
| 01.02.1945 года | -                           | 14-я отдельная армия | -       | -                              | -    | -          |
| 01.03.1945 года | -                           | 14-я отдельная армия | -       | -                              | -    | -          |
| 01.04.1945 года | -                           | 14-я отдельная армия | -       | -                              | -    | -          |
| 01.05.1945 года | -                           | 14-я отдельная армия | -       | -                              | -    | -          |

## Командиры
- майор Вакуров Павел Иванович

## Награды и наименования
| Награда (наименование)             | Дата                                 | За что получена |
| ---------------------------------- | ------------------------------------ | --- |
| Почётное наименование «Печенгский» | Приказ ВГК № 0354 от 31.10.1944 года | за образцовое выполнение заданий командования в боях с немецкими захватчиками, за овладение городом Петсамо (Печенга) и проявленные при этом доблесть и мужество |